# Allen-Bradley
Allen-Bradley is een merknaam van Rockwell Automation. Onder deze merknaam worden producten omtrent fabrieksautomatisering gemaakt. Allen-Bradleys producten worden in Rockwell Automations hoofdkantoor in Milwaukee gemaakt.

## Geschiedenis
Allen-Bradley werd in 1903 door Dr. Stanton Allen en Lynde Bradley opgericht onder de naam Compression Rheostat Company, met een eerste investering van $1000. In 1904 werd ook Bradleys broer Harry Bradley werkzaam bĳ het bedrĳf. In 1910 werd de naam gewĳzigd in Allen-Bradley Company. In 1952 opende het bedrĳf een Canadese dochteronderneming in Galt, waar nog steeds zo'n 1000 mensen werkzaam zĳn. In 1985 was de piek van het bedrĳf, toen het boekjaar werd afgesloten met $1 miljard omzet. In februari 1985 nam Rockwell International Allen-Bradley over voor een bedrag van $1,651 miljard, de grootste overname in de geschiedenis van de staat Wisconsin. Allen-Bradley werd daardoor samengevoegd met Rockwells industriële automatiseringsafdeling. In januari van dat jaar had ook Siemens een overnamebod gedaan.
In 1986 begon Allen-Bradley met de productie van contactors.
Na de overname verhuisde Rockwell naar Milwaukee. In 2002 werd Rockwell opgedeeld: Allen-Bradley ging op in Rockwell Automation en werd daarmee een merknaam in plaats van een bedrĳf.

## Producten
Allen-Bradley maakt onder meer programmable logic controllers, human-machinesystemen (waarmee personen een computer/robot aansturen), sensors, veiligheidsonderdelen en -systemen, software, frequentieregelaars, contactors, en motoraansturingen.

## Wetenswaardig
De Allen-Bradley Clock Tower is een monumentale klokkentoren in Milwaukee en de op drie na grootste vierzĳdige klok van het westelĳk halfrond.

## Galerĳ

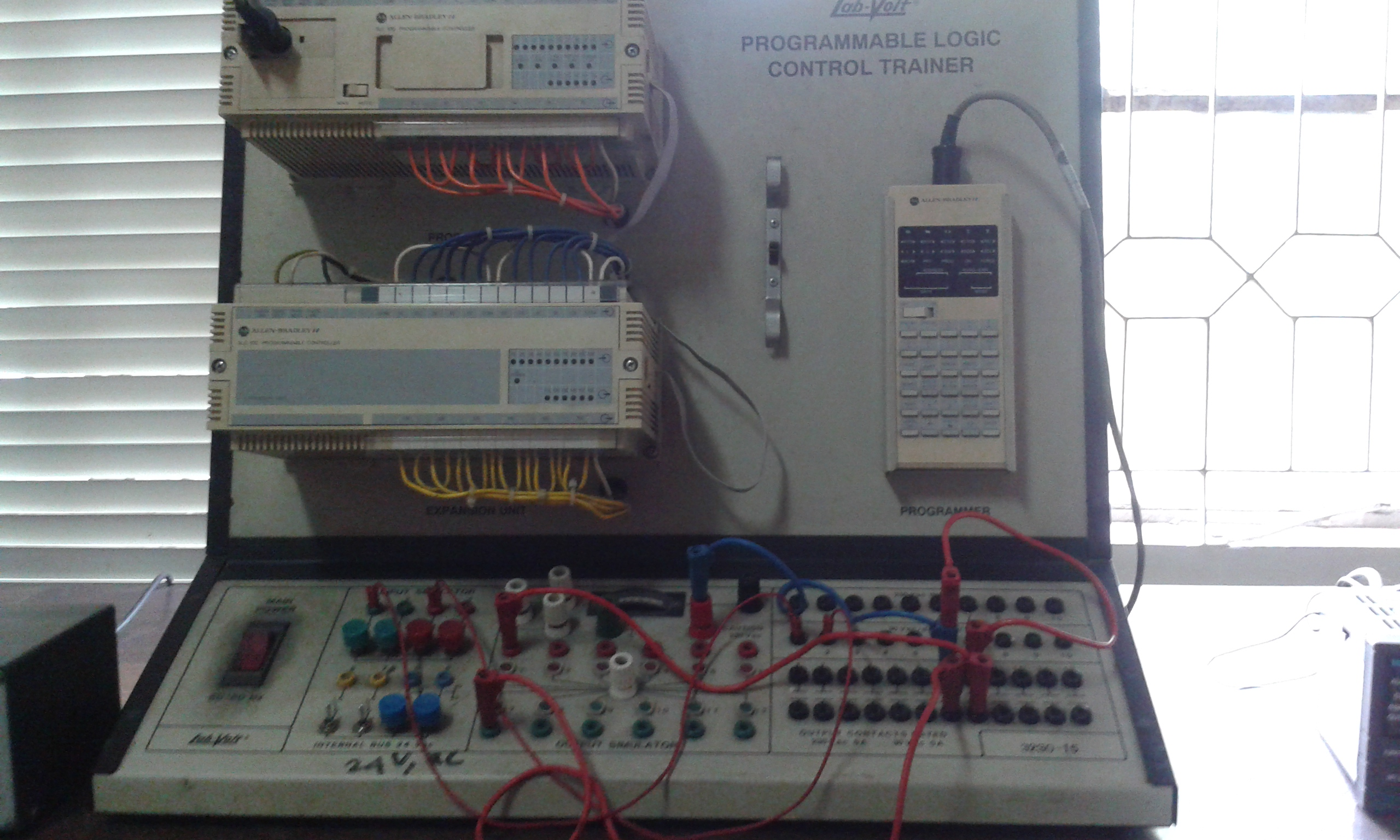
Programmable logic controller van Allen-Bradley
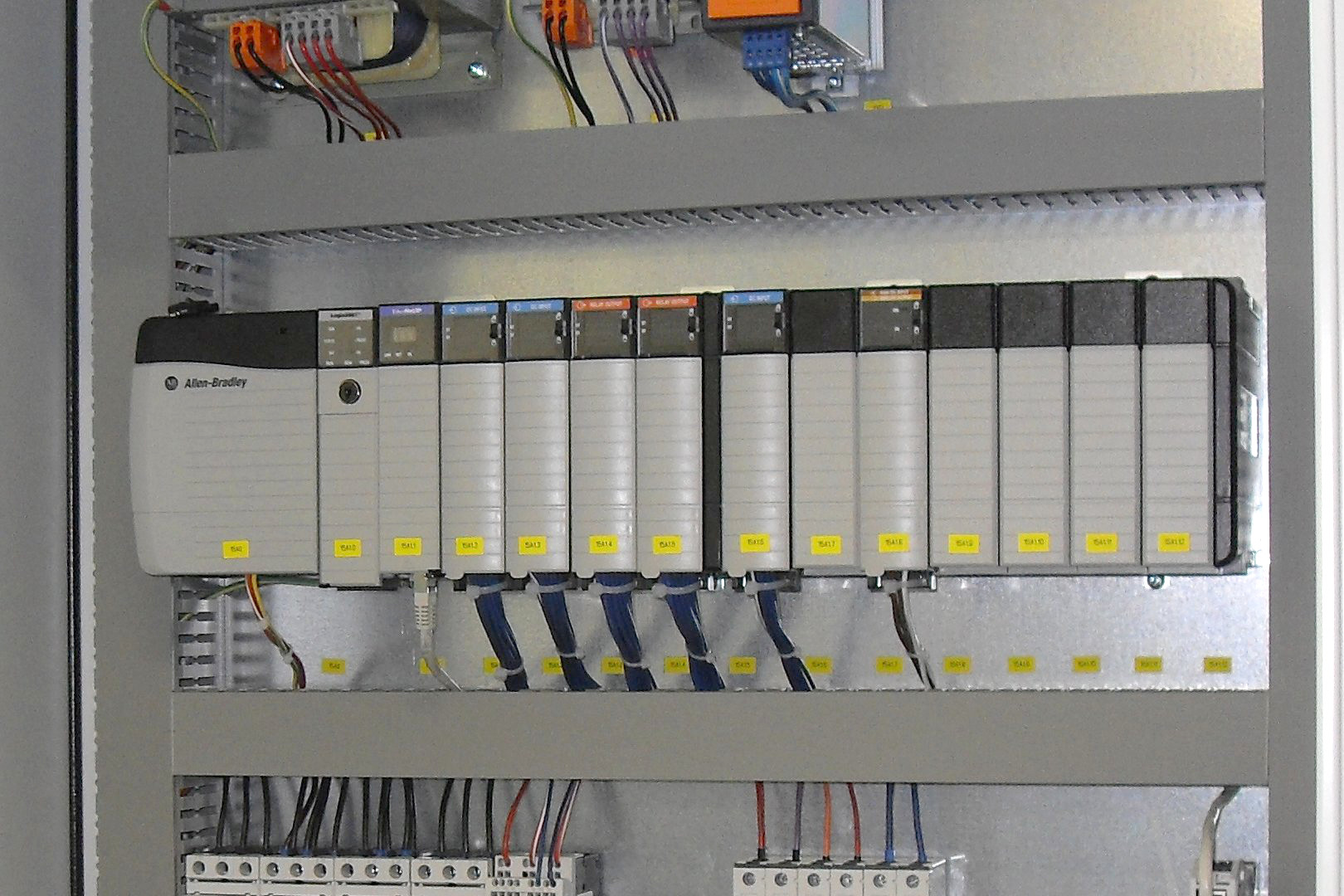
Programmable logic controller van Allen-Bradley in een bedieningspaneel